# Floyd Mutrux
Pour les articles homonymes, voir Mutrux.
Floyd Mutrux est un réalisateur et scénariste américain né le 25 juin 1941 à Houston.

## Filmographie partielle

### comme Réalisateur
- 1971 : Dusty and Sweets McGee (en) (+ scénariste)
- 1975 : Aloha, Bobby and Rose (+ scénariste)
- 1978 : American Hot Wax
- 1980 : The Hollywood Knights (+ scénario)
- 1994 : There Goes My Baby (+ scénario)

### comme Scénariste
- 1971 : The Christian Licorice Store de James Frawley
- 1974 : Les Anges gardiens (Freebie and the Bean) de Richard Rush
- 1992 : Sans rémission (American Me) d'Edward James Olmos
- 1993 : Les Princes de la ville (Bound by Honor) de Taylor Hackford
- 1996 : Les Hommes de l'ombre (Mulholland Falls) de Lee Tamahori